# Johannes Gravesen
Johannes Gravesen (født 30. januar 1889 i Ringkøbing, død 28. marts 1972 på Frederiksberg) var en dansk læge.
Gravesen var søn af tandlæge Carl Christian Gravesen og Johanne Frederikke f. Friis. I 1907 blev han student fra Metropolitanskolen, og i 1913 tog han sin medicinske embedseksamen. Han blev som ung angrebet af tuberkulose og viede efterfølgende hele sit liv til studiet af lungesygdomme. I 1918-20 var han reservelæge ved Vejlefjord Sanatorium og gjorde sig der en række erfaringer, der dannede grundlag for hans doktordisputats Kundskaben om Lungekollapsterapi ved Tuberkulose med Pleura-Adhærencer i 1920. Efterfølgende rejste han til Indien, hvor han fungerede som overlæge i et par år ved et sanatorium, men allerede i 1923 rejste han tilbage til Danmark og blev overlæge ved Vejlefjord Sanatorium, som han ledede indtil 1944, da han blev overlæge for Frederiksberg Hospitals tuberkuloseafdeling. Graversen var en af Danmarks største begavelser inden for studiet af tuberkulosesygdomme og udgav en række akademiske skrifter om emnet. Han besad desuden en række tillidshverv og blev udnævnt Ridder af Dannebrog af første grad i 1959. 
Gravesen giftede sig i 1915 med Ellen Seidelin f. Larsen, datter af missionær, professor L. P. Larsen.